# 클레오파트라 (1934년 영화)
《클레오파트라》(Cleopatra)는 미국에서 제작된 세실 B. 데밀 감독의 1934년 드라마 영화이다. 윌리엄 셰익스피어의 희곡 《안토니와 클레오파트라》를 바탕으로 제작되었다. 클로데트 콜베르 등이 주연으로 출연하였고 세실 B. 드밀 등이 제작에 참여하였다. 바렛 코맥의 역사 작품 각색에 기반을 둔다.
아카데미상의 작품상 후보에 지명되었으며 이 부문에서 후보로 지명된 데밀 감독의 최초 작품이다. 빅터 밀너는 아카데미 촬영상을 받았다.

## 출연

### 주연
- 클로데트 콜베르
- 워렌 윌리엄
- 헨리 윌콕슨
- 조셉 쉴드크로트
- 이안 케이스

### 조연
- 거트루드 마이클
- C. 오브리 스미스
- 어빙 피첼
- 아서 홀
- 에드윈 맥스웰

## 기타
- 조감독: 컬렌 테이트
- 의상: 트라비스 밴톤